# Amanethes
Amanethes – album szwedzkiej grupy muzycznej Tiamat, wydany został 18 kwietnia 2008 nakładem Nuclear Blast. Płyta dotarła do 13. miejsca listy Sverigetopplistan w Szwecji. Z kolei w Niemczech album uplasował się na 69. miejscu listy Media Control Charts. Nagrania został zarejestrowane w The Mansion, Studio Mega and Cue. Z kolei miksowanie odbyło się w Woodhouse Studios.

## Lista utworów
Opracowano na podstawie materiału źródłowego.
1. "The Temple of the Crescent Moon" (sł. Edlund, muz. Edlund) - 5:33
2. "Equinox of the Gods" (sł. Edlund, muz. Edlund) - 4:35
3. "Until the Hellhounds Sleep Again" (sł. Edlund, muz. Edlund) - 4:07
4. "Will They Come?" (sł. Edlund, muz. Edlund) - 5:13
5. "Lucienne" (sł. Edlund, muz. Edlund) - 4:41
6. "Summertime Is Gone" (sł. Edlund, muz. Edlund) - 3:53
7. "Katarraktis Apo Aima" (sł. Edlund, muz. Edlund) - 2.43
8. "Raining Dead Angels" (sł. Edlund, muz. Edlund) - 4:18
9. "Misantropolis" (sł. Edlund, muz. Edlund) - 4:13
10. "Amanitis" (muz. Edlund) - 3:21
11. "Meliae" (sł. Edlund, muz. Edlund) - 6:11
12. "Via Dolorosa" (sł. Edlund, muz. Edlund) - 4:06
13. "Circles" (sł. Edlund, muz. Edlund) - 3:48
14. "Amanes" (sł. Edlund, muz. Edlund, Iwers) - 5:29
15. "Thirst Snake" (utwór dodatkowy)

## Twórcy
Opracowano na podstawie materiału źródłowego.
- Johan Edlund - wokal prowadzący, gitara rytmiczna, gitara prowadząca, produkcja muzyczna, zdjęcia, oprawa graficzna
- Thomas Petersson - gitara rytmiczna, gitara prowadząca
- Anders Iwers - gitara basowa
- Lars Sköld - perkusja
- Siggi Bemm - miksowanie, mastering

## Wydania
| Rok  | Nr katalogowy | Format | Wytwórnia płytowa | Region            | Źródło |
| ---- | ------------- | ------ | ----------------- | ----------------- | ------ |
| 2008 | NB 2013-0     | CD     | Nuclear Blast     | Europa            | [ 9 ]  |
| 2008 | NB 2013-2     | CD     | Nuclear Blast     | Stany Zjednoczone | [ 9 ]  |
| 2008 | NB 2013-2     | CD     | Nuclear Blast     | Niemcy            | [ 9 ]  |
| 2008 | BLACK-106LP   | 2xLP   | Black Sleeves     | Hiszpania         | [ 9 ]  |